# Wyrzysk (gromada)
Wyrzysk (do 30 XII 1959 Ruda) – dawna gromada, czyli najmniejsza jednostka podziału terytorialnego Polskiej Rzeczypospolitej Ludowej w latach 1954–1972.
Gromady, z gromadzkimi radami narodowymi (GRN) jako organami władzy najniższego stopnia na wsi, funkcjonowały od reformy reorganizującej administrację wiejską przeprowadzonej jesienią 1954 do momentu ich zniesienia z dniem 1 stycznia 1973, tym samym wypierając organizację gminną w latach 1954–1972.
Gromadę Wyrzysk z siedzibą GRN w mieście Wyrzysku (nie wchodzącym w jej skład) utworzono 31 grudnia 1959 w powiecie wyrzyskim w woj. bydgoskim w związku z przeniesieniem siedziby GRN gromady Ruda z Rudy do Wyrzyska i zmianą nazwy jednostki na gromada Wyrzysk; równocześnie do gromady Wyrzysk włączono obszar zniesionej gromady Kosztowo (bez wsi Dobrzyniewo i Młotkówko) w tymże powiecie.
W 1961 roku gromada miała 18 członków gromadzkiej rady narodowej.
31 grudnia 1961 do gromady Wyrzysk włączono wieś Auguścin ze zniesionej gromady Liszkowo w tymże powiecie.
Gromadę zniesiono 1 stycznia 1969, a jej obszar włączono do gromad Falmierowo (sołectwa Rzęszkowo, Kosztowo, Auguścin i Gleśno oraz PGR Bagdad) i Osiek n. Notecią (sołectwo Ruda bez PGR Bagdad) w tymże powiecie. Począwszy od 1 stycznia 1969 Wyrzysk pozostał na okres 4 lat siedzibą tylko jednostki miejskiej (miasta Wyrzysk). 1 stycznia 1973 w powiecie wyrzyskim reaktywowano zniesioną w 1954 roku gminę Wyrzysk.